# Galliano Masini
Galliano Masini (Livorno, 7 febbraio 1896 – Livorno, 15 febbraio 1986) è stato un tenore italiano.

## Biografia
Intorno ai diciotto anni entrò, inizialmente come baritono, nella società corale cittadina Costanza e Concordia. Poco dopo, allo scoppio della grande guerra, partì per il servizio militare. Rientrato a Livorno, continuò a cantare nel coro finché, nel 1920, l'indisposizione d'un tenore gli consentì di affrontare una piccola parte in Lodoletta.
Il successo fu tale che Masini decise di recarsi a studiare a Milano sotto la guida del maestro Giovanni Laura. Il debutto ufficiale avvenne il 24 dicembre 1924 in Tosca al Teatro Goldoni di Livorno.
Due anni dopo, alla fine del 1926, cantò ne L'amico Fritz a Firenze, sotto la direzione di Pietro Mascagni. Nonostante questa esperienza non fosse stata delle più felici, anche a causa di dissapori con il compositore conterraneo, gli fece guadagnare rapidamente la stima di compositori e direttori d'orchestra come Riccardo Zandonai, Gino Marinuzzi, Umberto Giordano. Il sodalizio con Zandonai lo condusse ad esibirsi nel 1929 in Giuliano al Teatro Carlo Felice di Genova e in Francesca da Rimini a Pisa Fu l'inizio della sua grande stagione, e nel novembre di quell'anno apparve al Teatro Adriano di Roma in Lucia di Lammermoor, La bohème, Madama Butterfly e La traviata.
Approdò successivamente alla Scala,  al Teatro dell'Opera di Roma e all'Arena di Verona, divenendone una presenza fissa per molti anni. Nel 1928 ottenne il primo contratto all'estero con La bohème a Lisbona. Fu presente inoltre al Teatro Colón di Buenos Aires (esordio in Cavalleria rusticana il 25 maggio 1930), al Metropolitan Opera (Lucia di Lammermoor, Tosca e Aida nella stagione 1938-39), Parigi, Chicago.

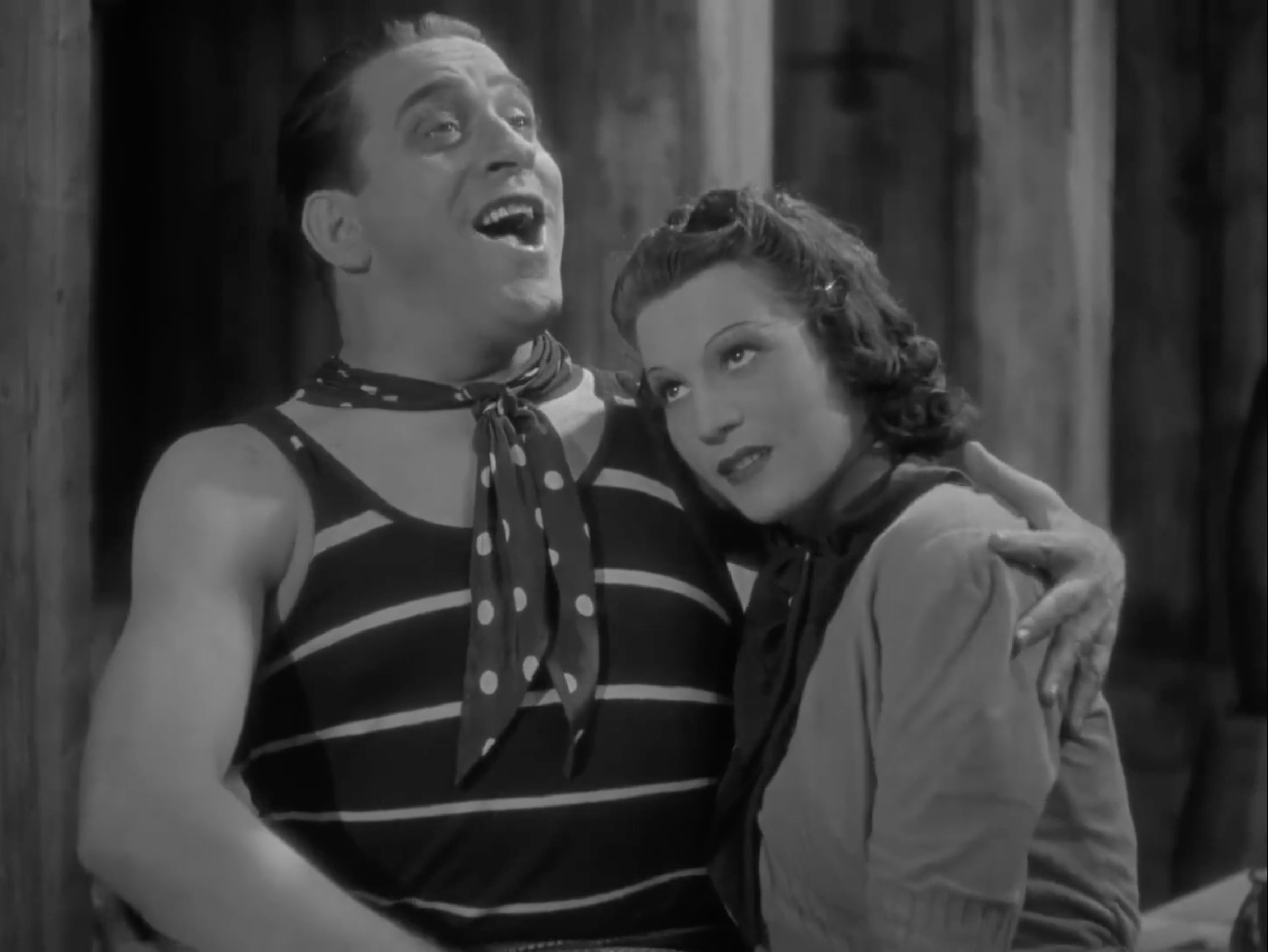
Galliano Masini con Luisa Ferida nel film Stella del mare (1938)

Alla fine degli anni trenta anche il cinema notò il suo volto ruvido e penetrante, offrendogli una partecipazione in Regina della Scala (1936), a cui seguì due anni dopo un ruolo da protagonista in Stella del mare, che lo lanciò anche come interprete di canzoni.
Nel dopoguerra diradò gli impegni, ma rimase comunque sulla breccia ancora a lungo, tanto che il 16 aprile 1955 si decise a debuttare in Otello a Livorno. Si ritirò definitivamente dalle scene nel 1957 eseguendo, sempre nella sua città, Tosca e Pagliacci.
Morì nella sua casa di Livorno una settimana dopo aver festeggiato il novantesimo compleanno.

## Repertorio
| Ruolo                      | Titolo               | Autore      |
| -------------------------- | -------------------- | ----------- |
| Pollione                   | Norma                | Bellini     |
| Don José                   | Carmen               | Bizet       |
| Hagenbach                  | La Wally             | Catalani    |
| Maurizio di Sassonia       | Adriana Lecouvreur   | Cilea       |
| Lord Edgardo di Ravenswood | Lucia di Lammermoor  | Donizetti   |
| Andrea Chénier             | Andrea Chénier       | Giordano    |
| Loris Ipanov               | Fedora               | Giordano    |
| Canio                      | Pagliacci            | Leoncavallo |
| Turiddu                    | Cavalleria rusticana | Mascagni    |
| Fritz Kobus                | L'amico Fritz        | Mascagni    |
| Flammen                    | Lodoletta            | Mascagni    |
| Il piccolo Marat           | Il piccolo Marat     | Mascagni    |
| Rodolfo                    | La bohème            | Puccini     |
| Mario Cavaradossi          | Tosca                | Puccini     |
| F.B. Pinkerton             | Madama Butterfly     | Puccini     |
| Calaf                      | Turandot             | Puccini     |
| Duca di Mantova            | Rigoletto            | Verdi       |
| Alfredo Germont            | La traviata          | Verdi       |
| Riccardo                   | Un ballo in maschera | Verdi       |
| Don Alvaro                 | La forza del destino | Verdi       |
| Radamès                    | Aida                 | Verdi       |
| Otello                     | Otello               | Verdi       |
| Lohengrin                  | Lohengrin            | Wagner      |
| Paolo Malatesta            | Francesca da Rimini  | Zandonai    |
| Giuliano de' Medici        | Giuliano             | Zandonai    |

## Discografia
- La forza del destino, con Maria Caniglia, Carlo Tagliabue, Tancredi Pasero, Ebe Stignani, dir. Gino Marinuzzi - Cetra 1941
- Un ballo in maschera, con Maria Caniglia, Carlo Tagliabue, Cloe Elmo, dir. Gino Marinuzzi - dal vivo Roma 1941
- Pagliacci (film-solo voce), con Onelia Fineschi, Tito Gobbi, regia Mario Costa 1948
- La forza del destino (film-solo voce), con Caterina Mancini, Tito Gobbi, Giulio Neri, Cloe Elmo, dir. Gabriele Santini-regia Carmine Gallone 1949

## Filmografia
- Regina della Scala, regia di Guido Salvini e Camillo Mastrocinque (1936)
- Stella del mare, regia di Corrado D'Errico (1938)